# Bitva na Bílé hoře
Bitva na Bílé hoře (německy Schlacht am Weißen Berg), svedená v neděli 8. listopadu 1620 v blízkosti Prahy, byla bitva třicetileté války. V bitvě se střetly česká stavovská armáda a dvě armády katolické, armáda císaře Svaté říše římské Ferdinanda II. Štýrského a armáda německé Katolické ligy. Katolické armády po jedné až dvou hodinách zdolaly méně početnou stavovskou armádu. Výsledek bitvy znamenal faktický konec českého stavovského povstání.

## Situace před bitvou
Ligistická a stavovská armáda se setkaly 7. listopadu poté, co se nejdříve střetly u Rakovníka. Ligisté dále nepostupovali a čekali na císařské až do setmění. Poté se doneslo katolické armádě, že jednotky povstalců ustoupily ze svých pozic. Proto se kolem 21. hodiny začaly zvedat i bavorské voje. Přibližně v této době, po půlnoci, se odehrála první bojůvka mezi císařským plukovníkem Nicolou de Gauchierem a předsunutým táborem lehké uherské jízdy u Ruzyně. Gauchier velel půlce pluku valonské jízdy, připojilo se k němu ještě 200 jezdců od ligistů a dva praporce polských kozáků, což v součtu činilo 800 až 1000 mužů. Existují dvě teorie, jak střet proběhl. Buď Gauchier napadl připravený tábor a způsobil velké ztráty na životech, nebo napadl lehkomyslné Uhry nepřipravené a nezpůsobil velké škody a Uhrové prchli patrně do Liboce, nicméně v obou případech odehnal nejméně 1 000 koní.
Je třeba zmínit, že postup a následné postavení obou armád není jednoduché popsat, protože jediné dochované dobové záznamy pocházejí od nečeských autorů, kteří neznali místní názvy a ani příliš nekladli důraz na podrobný popis krajiny. O podrobnější popis se pokusil například Jindřich Fitzsimon (Buquoyův zpovědník), ale ten viděl krajinu pouze jednou. Stavovské vojsko se dostalo na svoje místo okolo půlnoci ze 7. na 8. listopadu. Ligistická armáda začala zaujímat svoje postavení kolem 5. hodiny ranní a císařská dorazila s určitým zpožděním, snad kolem 10. hodiny.

### Rozestavění armád

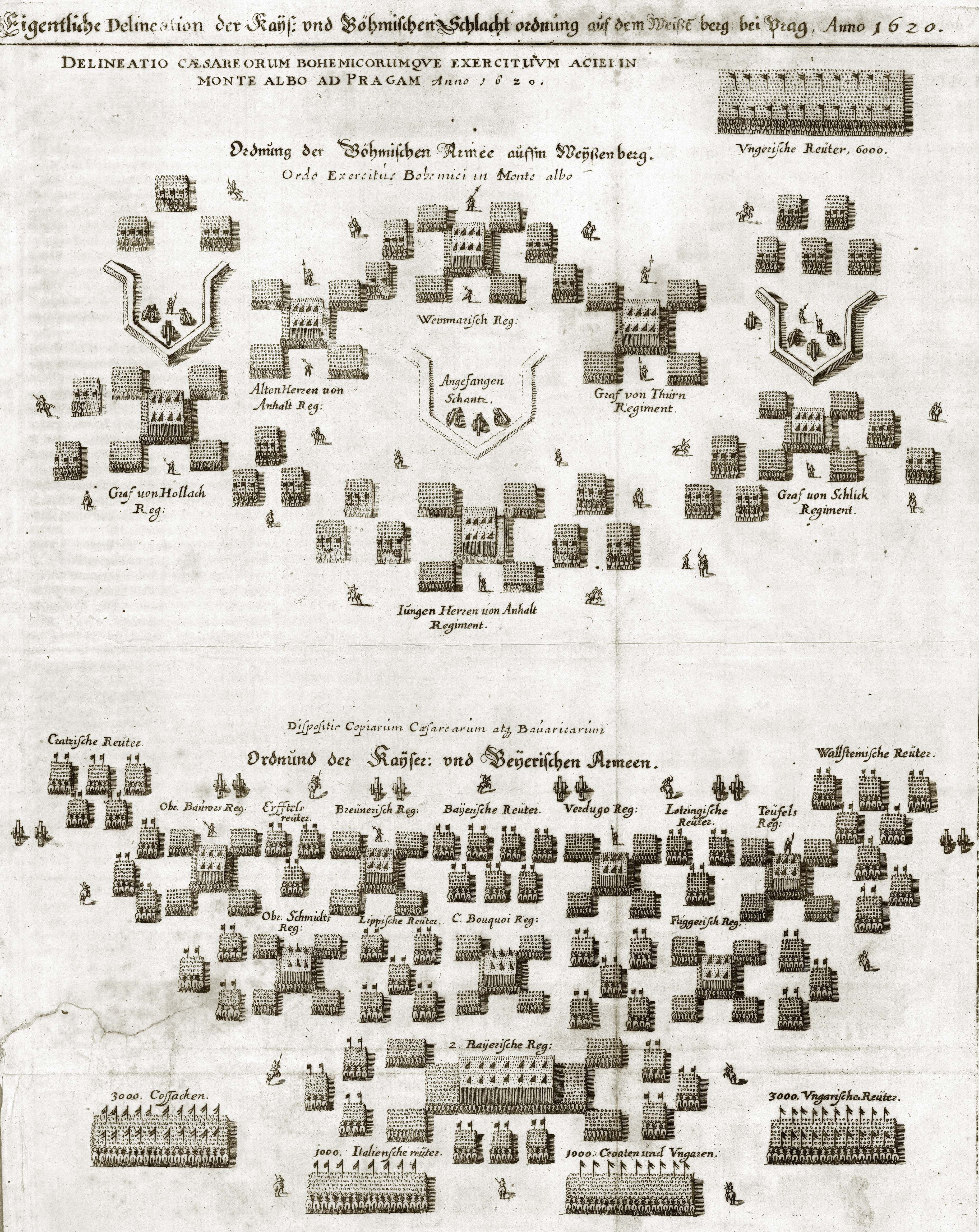
Jeden z plánů rozestavění armád, tento z Theatrum Europaeum

#### Stavovská armáda
O vlastním rozestavění česko-moravské armády existují dva majoritní popisy, od vrchního velitele Kristiána I. Anhaltského, který vznikl na počátku roku 1621 a Fitzsimonův. Oba dva se poněkud liší. Později samozřejmě vzniklo i mnoho různých dalších studií, jedna z významných soudobých teorií o bitvě pochází od Dušana Uhlíře.
Stavovské vojsko se rozložilo nedaleko pražských hradeb na návrší Bílá hora, které k severu a západu prudce klesá zhruba o 50 výškových metrů do údolí Litovického potoka. Pravé stavovské křídlo se opíralo o vysokou zeď rozsáhlé obory u letohrádku Hvězda a levé křídlo bylo posíleno dělostřelectvem. Koncepce bojové formace, kterou vytvořil Anhalt na západní straně hory, se dá přirovnat k pružné šachovnici, kdy rozestavil svoji armádu do dvou řad s mezerami tak aby šiky z druhé řady mohly prostoupit dopředu. Do třetí potom umístil uherskou jízdu. Pět praporců jeho jízdy pak mělo předsunutou pozici kvůli pohybu do stran. Muži byli děleni po praporcích čili kornetech. Podle tabulkových počtů by měl mít jízdní praporec po 100 mužích a pěší praporec třikrát více.
Císařsko-ligistická armáda se začala šikovat později a byla poněkud odlišná. Těsně před bitvou dezertovalo ze stavovského vojska až 6 000 vojáků

#### Císařská armáda
Císařská část armády tvořila pravou část uspořádání a skládala se ze tří šiků, první tvořily dvě pěší tercie (reálný počet mužů se pohyboval kolem 4000) a napravo od nich valonské pluky. Tento šik byl ještě na vnější straně doplněn třemi jízdními křídly po 500 mužích. V druhé řadě byla pouze jedna tercie „Neapolitánců“ pouze s 2 500 muži a jezdecká křídla: nalevo 550 mužů a napravo 400 mužů. Základ posledního šiku tvořily opět dvě tercie a jízda. Mezi prvním až třetím šikem se pohybovalo asi 800 kozáků. Císařské armádě byly k dispozici též čtyři děla. Šikování provedl generál dělostřelectva Maxmilián z Lichtenštejna a o velení se dělil s plukovníkem Tiefenbachem. Císařské síly jsou odhadovány na 18–20 000 mužů.

#### Ligistická armáda
Ligistická armáda, která ležela nalevo od císařské, byla seřazena do čtyř šiků. Přáním vrchního velitele celé armády, Karla Buquoye, bylo, aby první byl tvořen dvěma terciemi, aby vytvořil mohutnou první linii. Druhý šik obsahoval patnáct kornet jízdy. Třetí se potom skládal ze tří tercií, které byly tvořeny pěti pluky pěchoty. Čtvrtý šik byl zbytek jízdy. Ligisté měli přibližně šest děl. Počet ligistických se pohyboval kolem 12–13 000 mužů. Tato formace byla podřízena Janu Tserclaesovi Tillymu.
Je spíše zajímavostí, že se této bitvy zúčastnil na katolické straně patrně i francouzský filosof René Descartes, jehož úloha však nemohla být nijak významná.

### Poslední přípravy

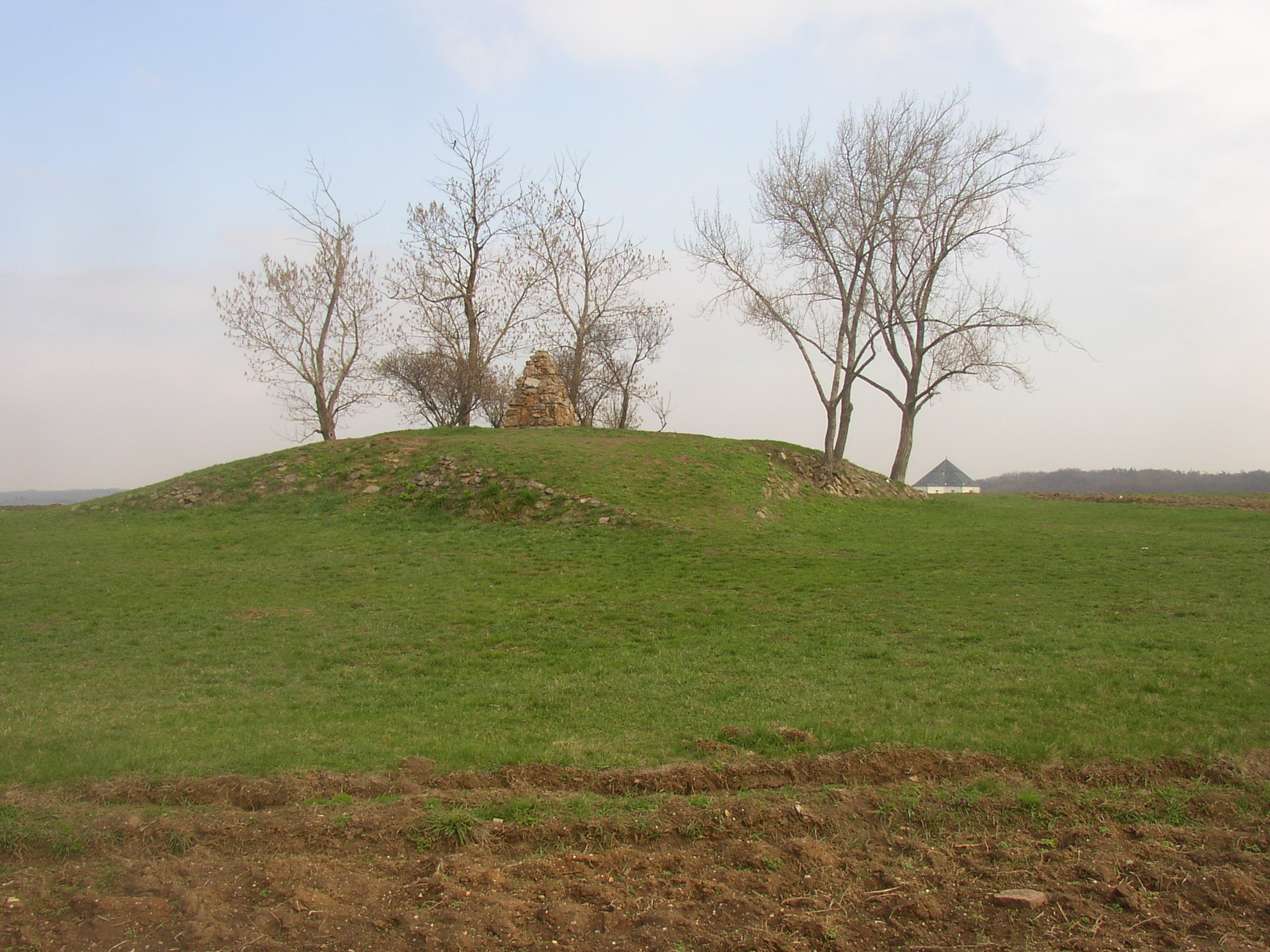
Vrchol návrší s pamětní mohylou

Porady v katolickém generálním štábu vedl Maxmilián Bavorský. Od něho také pochází počáteční obavy z dobré pozice nepřátel, ale také to byl on, kdo se snažil udělat z budoucího střetu rozhodující bitvu. La Motte, který se vrátil z terénního průzkumu, označil Anhaltovy pozice za slabé, což dodalo generálnímu štábu nemalé sebevědomí. Stavovské vojsko se nacházelo ve strategicky výhodné pozici na kopci, avšak v povstalecké armádě panovaly neshody a kompetence ve velení byly vymezeny nejasně.
V tehdejší době také bylo obvyklé nějak bitvu nazvat a vybrat motto. Katolické označení bitvy navrhl Carlo Spinelli a zní „veliká srážka“. Do diskuze o mottu vstoupil mnich a bělohorská legenda, karmelitán Dominik à Jesu Maria a ukončil ji slovy: „Spolehněte se na Boha a udeřte.“ Následně se katolické vojsko připravovalo na bitvu jídlem a pitím; někteří se hlasitě modlili, nebo přijímali svátost smíření. Sám Dominik jezdil na koni a zvyšoval morálku mužů svoji ohnivou řečí.
Oproti tomu tábor českých stavů byl tichý, probíhalo zde dostavování náspů a teprve postupně přicházeli poslední velitelé, přičemž mnoho nedorazilo vůbec, z těch nejprominentnějších to byl sám Fridrich Falcký, který ani nevěřil, že bitva proběhne a zasedl k obědu s anglickými vyslanci Richardem Westonem a Edwardem Conwayem. Král se sice nakonec po obědě rozhodl bojiště navštívit, ale to se již setkal s ustupující armádou.

## Průběh bitvy

Mapa postupu obou vojsk

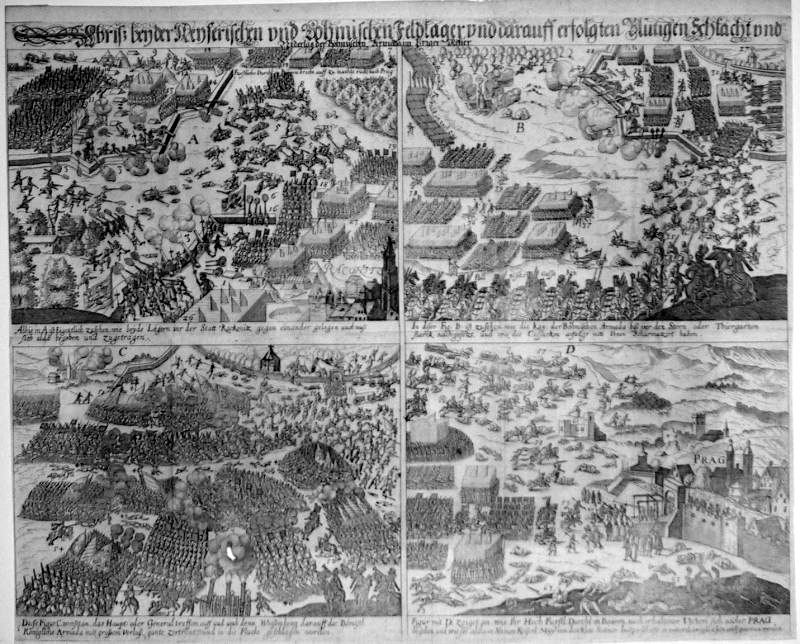
Dobové vyobrazení bitvy

Ještě v noci před rozhodující bitvou vyslal Buquoy jízdu proti uherským vojákům, kteří bezstarostně spali, a nezmohli se tak na obranu, což výrazně pozvedlo bojovou morálku císařsko-ligistického vojska a naopak demoralizovalo vojsko stavů.

### Pád levého stavovského křídla
Bitva začala kolem poledne, nejspíš v půl dvanácté. Započalo ji pravé křídlo císařského šiku, kde veleli Gauchier, La Motte a de Lacroix, ale bylo odraženo Thurnovým jízdním plukem a částí jízdního pluku Jana Varlicha z Bubna pod velením Iselteina. Stavovská jízda pokračovala dále a těžce udeřila na tercii, zde však selhaly okolní stavovské jednotky, útok nepodpořily a ten ztroskotal. Toho opět využili císařští, posíleni jízdním plukem pana z Meggau a valonskou jízdou a znovu napadli levé křídlo. Na pomoc mu sice přispěchal Streif vedoucí Anhaltovu jízdu a baron Hofkirch vedoucí dolnorakouskou jízdu, ale poté, co byl Hofkirch zabit, dali se Rakušané na ústup a strhli spolu i Anhaltovce. Do boje také nastoupily čtyři kornety slezské jízdy, ale vzhledem ke své poloze, vzdálené od boje, nenabyly významu. Poté začala ustupovat i Anhaltova pěchota a ve čtvrt hodině bylo levé křídlo první řady poraženo. V tuto chvíli již byla císařská pěchota na pochodu podporována Dampierrovou jízdou z druhé řady a volnou jednotkou kozáků. Naopak uherská jednotka, která dosud stála v pozadí a do boje nezasáhla, začala ustupovat, a to zapříčinilo pád celého stavovského levého křídla.

### Úspěšná akce Kristiána mladšího Anhaltského
V této situaci – podle tehdejších tradičních doktrín znamenala prohranou bitvu – se ještě na nějaký čas podařilo obrátit kartu mladému princi Kristiánu Anhaltskému, který velel devíti kornetám pluku ve středu druhé řady a který velel k protiútoku. Při svém pokusu byl podpořen Kaplířovým plukem, Stubenvollovou moravskou jízdou a Mansfeldovou jízdou z prvního pluku pod vedením plukovníka Styruma. Tento útok byl veden na pravou tzv. německou císařskou tercii, která byla po předchozích akcích odhalená.
Útok byl zprvu úspěšný, ukořistili praporec z pravého jízdního křídla a tři z vlastní tercie, dokonce zajali jejího velitele plukovníka Breunera. Odtud pokračoval útok mladého prince na citlivé místo při styku císařské a ligistické armády, kam před sebou vytlačil Löblovu jízdu. Zde mu také pomohly uherské jednotky z pravého stavovského křídla a situace byla tak vážná, že i zraněný Buquoy si nechal sedlat koně. Ovšem to již začínal Anhalt potřebovat pomoc pěchoty a císařské jednotky se navracely z pronásledování zpět. Na Anhalta začala dotírat Dampierrova i Löblova jízda, Cratz s bavorským plukem a Verdugo, který se vrátil. Hohenlohe i starý Anhalt se snažili dostat svoji pěchotu k mladému Anhaltovi, ale tento poslední pokus o zvrácení vítězství na svoji stranu stavům nevyšel – Anhalt mladší byl obklíčen a později i zajat dřív než pěchota dorazila.

### Závěr

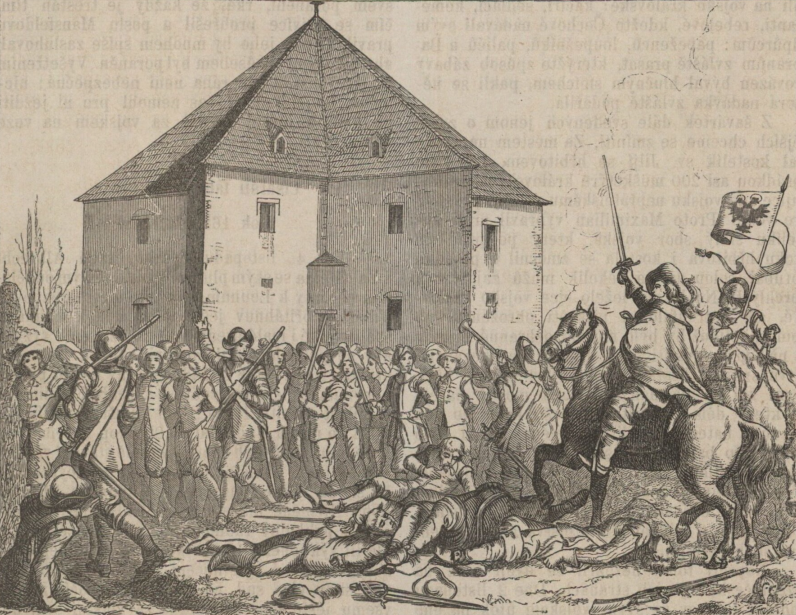
Poslední odpor Moravanů (ilustrace J. Scheiwla, Česko-moravská kronika, 1881)

Nejznámější, ale také nejvíce diskutovanou částí bitvy se stala díky Jindřichu Fitzsimonovi nadcházející závěrečná část útoku katolických sil na pravé křídlo stavovské armády. Buquoyův irský zpovědník totiž tuto část popsal mírně tendenčně, aby vyzdvihl katolické vítězství. Tato část je také známa tím, že se ji zúčastnily především jednotky z německých zemí najaté za peníze moravských stavů pod vedením Jindřicha Šlika, spolu s částí Thurnova pěšího pluku pod velením Františka Bernarda z Thurnu. Thurnovi se podařilo ustoupit, ale Šlikovi již ne.
Fitzsimon popsal střet Maxmiliána z Lichtenštejna, který vedl Spinelliho tercii, Löblovu jízdu a Marradasův pluk proti pravému křídlu, jako hrdinné obětování statečných Moravanů u hradební zdi do posledního muže, tedy jako těžce vybojované vítězství. Pravdou zůstává, že moravské pluky měly poněkud větší ztráty než jiné oddíly. Na druhé straně není zcela jisté, kolik mužů vlastně padlo a kolik jich kapitulovalo. Sám hrabě Šlik byl zajat na jiném místě, než byl jeho pluk.
Další zvláštnost z konce bitvy je osud stavovských záloh, které byly umístěny v oboře letohrádku Hvězda. Zálohy obsahovaly Anhaltovu pěchotu, výmarský půlpluk a dva praporce královské gardy. Tato záloha vyčkávala po celou dobu bitvy – a to dokonce v době, když boje probíhaly před zdmi obory – a nakonec se vzdala úplně bez boje. Přesné zakončení bitvy není známo, ale předpokládá se, že k první hodině odpolední bylo dobojováno.

### Ztráty

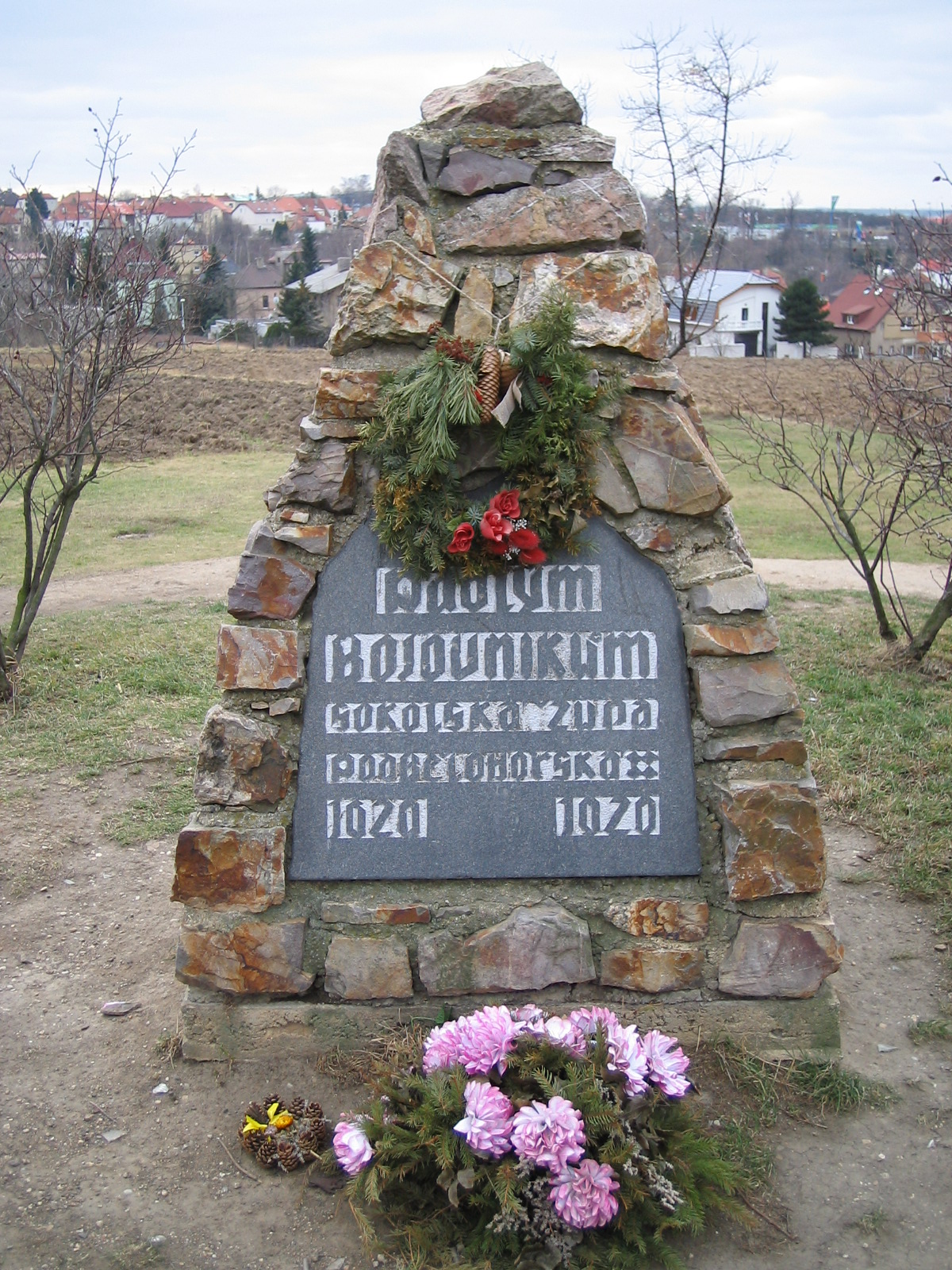
Mohyla na Bílé hoře

Na české straně padlo v řádném boji poměrně málo lidu, mnoho vojska však bylo pobito na útěku. Nejvíce pěchoty a jízdy zahynulo u letohrádku Hvězda. Počet padlých mohl tedy být kolem 5 000 mužů. Pražský městský úřad, jenž dal 11. listopadu mrtvoly pochovat, napočítal jen 1 600 padlých, jiné prameny, například Fitzsimon, však udávají počet zabitých až na 9 000 mužů. Počet 1 600 je zajisté příliš nízký, uváží-li se, kolik vojáků bylo zabito na útěku a co jich zahynulo u Hvězdy, nepočítajíc utopené ve Vltavě. Češi ztratili všechna svá děla a několik tisíc kusů zbraní, jelikož prchající žoldnéři své zbraně zahazovali. Dále asi 100 praporců, množství střeliva, zbytek svých zavazadel a všechny zásobovací vozy. Vítězové ukořistili také asi 5 000 koní.
Vzhledem k tomu, že přípravy královského dvora byly vykonány ve spěchu, dobyvatelé potom v Praze získali mnoho velmi cenné kořisti. Velmi prestižní kořist byly zdobené insignie Podvazkového řádu, který král Fridrich obdržel od svého tchána krále Jakuba I. Možná ještě významnější byl nález velké části královského archivu na Pražském hradě. Ve spěchu královská rodina málem zapomněla dokonce na malého syna Ruprechta.
Pokud Fitzsimon nadsadil počet padlých na české straně, tak na katolické straně tento počet zase podhodnotil, jak nejlépe dokázal, když zaznamenal, že na straně císařské a ligistické padlo pouze 250–300 mužů. V jiné zprávě o bitvě je totiž zaznamenána podrobnost, že z Breunerova pluku padl praporečník Platte a 500 žoldnéřů. Další zpráva tvrdí, že na straně císařské a ligistické zahynulo 2 000 mužů. Tato zpráva je zřejmě věrohodnější než zpráva o ztrátě 250 mužů.

## Po bitvě

### Události

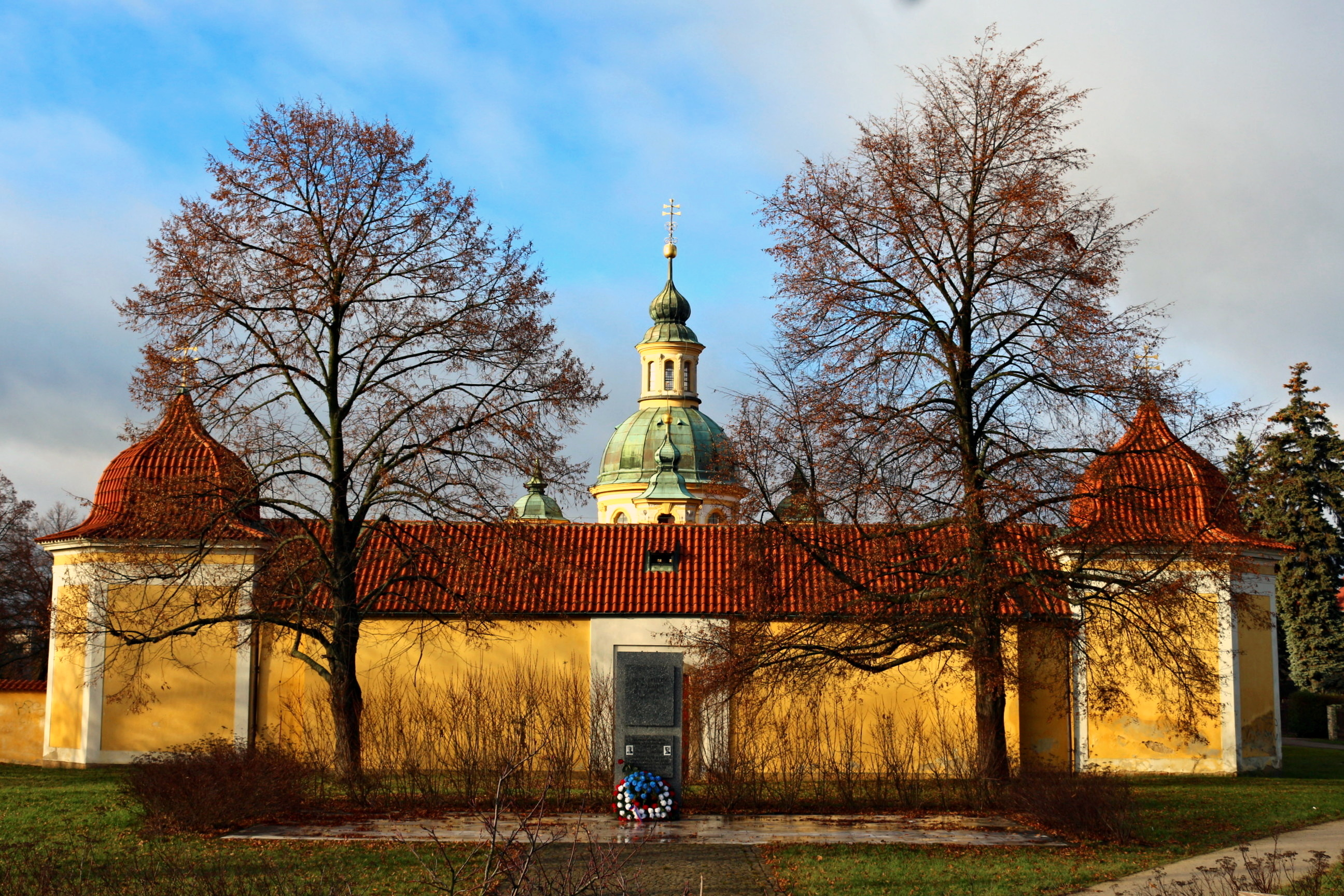
Areál poutního kostela Panny Marie Vítězné

Jak již bylo napsáno výše, Fridrich se vydal se svojí družinou na bojiště, ale u domu U Zlaté koule se král setkal s knížetem Kristiánem z Anhaltu, Jindřichem Matyášem Thurnem a Jiřím Fridrichem z Hohenlohe na uřícených koních. Ti zadrželi královskou družinu a sdělili smutnou novinu o prohrané bitvě. Král dojel k bráně a vystoupil na hradby, aby se přesvědčil sám.
Viděl, jak jízda uháněla z bojiště k vrchu sv. Vavřince a níže přes vinohrady, vozová cesta vedoucí od Bílé hory ke Strahovské bráně na Pohořelci byla ujíždějícími a převrácenými zásobními vozy zatarasena; po druhé straně utíkalo pěší vojsko s pobíhajícími koňmi po širém poli jako o závod, za nimi se hnala pronásledující císařská jízda, ti co se dostali k hradbám se je snažili přelézt. Král pochopil, že bitva je ztracena. Na příkaz Ondřeje z Habernfeldu byla ve jménu krále otevřena brána, aby se prchající mohli zachránit. Kristián starší z Anhaltu se snažil přesvědčit prchající vojáky, aby nastoupili k obraně hradeb, ale uposlechlo ho jen šest mužů, proto král poslal ihned svého štalmistra Obentrauta ke královně Alžbětě, aby se odebrala do Prahy pro větší bezpečnost. Sám také jel zpátky na hrad.
Královna Alžběta nemohla uvěřit, že by tak najednou mohla být v nebezpečí; když však viděla po chvilce přijíždět krále samého s předními veliteli a slyšela od nich zprávu o porážce, pocítila při vší své srdnatosti tíhu celého neštěstí. Ve spěchu sbalili korunu, klenoty a svatováclavský archiv, a král vsedl s dítětem, královnou i dvořanstvem do vozů a odjel přes most na Staré Město. Ubytoval se v nárožním Langenbrukově domě naproti jezuitskému kostelu u mostu, poněvadž se však obával, že by ani zde, hned za vodou, nebyl v bezpečí, odstěhoval se k primátoru Starého Města Valentinu Kirchmayerovi. Korunu s klenoty a archivem nechal složit na Staroměstské radnici. Zpráva o nešťastně svedené bitvě ohromila skoro veškeré třídy pražského obyvatelstva, odjezd Fridricha Falckého z královského sídla způsobil naprostý zmatek a zděšení.
Večer se král radil s Anhaltem, Hohenlohem, Thurnem a jinými plukovníky a vojenskými rady, má-li být Praha bráněna, anebo má-li ji král se svým dvorem opustit. Nakonec byl král přesvědčen, aby z Prahy odjel. Druhého dne po deváté hodině ranní bylo zapřaháno do vozů. Královna s malým synem v náruči vstoupila do vozu, král vsedl na koně a za ním dlouhá řada vozů, na nichž bylo naloženo stříbro a jiné dražší věci královského dvora. K tomuto průvodu se připojilo několik nejvyšších zemských úředníků a jiných cizích šlechticů a průvod tří stovek jezdců, kteří se vydali k horské bráně. Brána byla zavřena, a proto muselo být posláno pro městského hejtmana, aby bránu otevřel. S hejtmanem přibyla i městská rada. Král se loučil krátkými slovy s městskými zástupci, smutně na něho pohlížejícími. Mezitím se u brány shromáždili prostí Pražané: někteří hořekovali, jiní láli, vyhrožovali, a kdyby se byl král s útěkem u brány o hodinu zpozdil, byli by ho snad Pražané ani nepustili.
Nejvyšší zemští úředníci Bohuchval Berka z Dubé a Václav Vilém z Roupova se snažili uklidnit lid, ale nakonec ho s králem též opustili. Za chvíli vyjížděl smutný průvod z brány. Král zapomněl na svou královskou povinnost a jako psanec utíkal ze země. Téhož dne, v pondělí dne 9. listopadu, vtrhlo císařské vojsko o 11. hodině dopolední do Prahy.
12. listopadu všechny tři stavy neoficiálně kapitulovaly, ale vzhledem k nepřítomnosti některých zástupců došlo k oficiální kapitulaci a odevzdání konfederačních smluv do rukou vítězů až o den později, 13. listopadu. Tak skončilo období konfederace zemí Koruny české, tedy konfederace Českého království s Uherskem, Rakousy, Lužicemi, Slezskem a Moravou.

### Kulturní a společenský odkaz

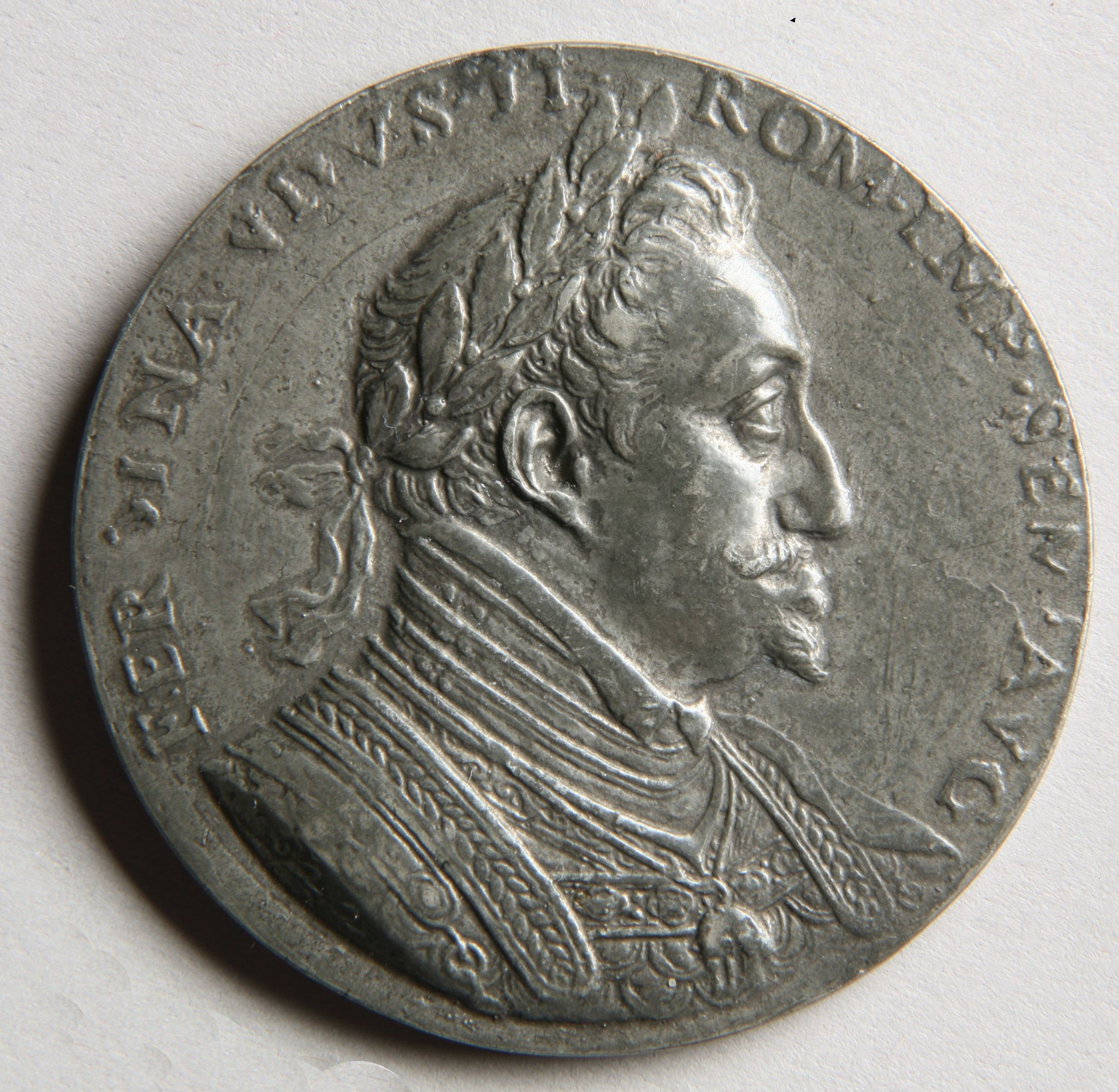
G. Pomis, Ferdinand II.

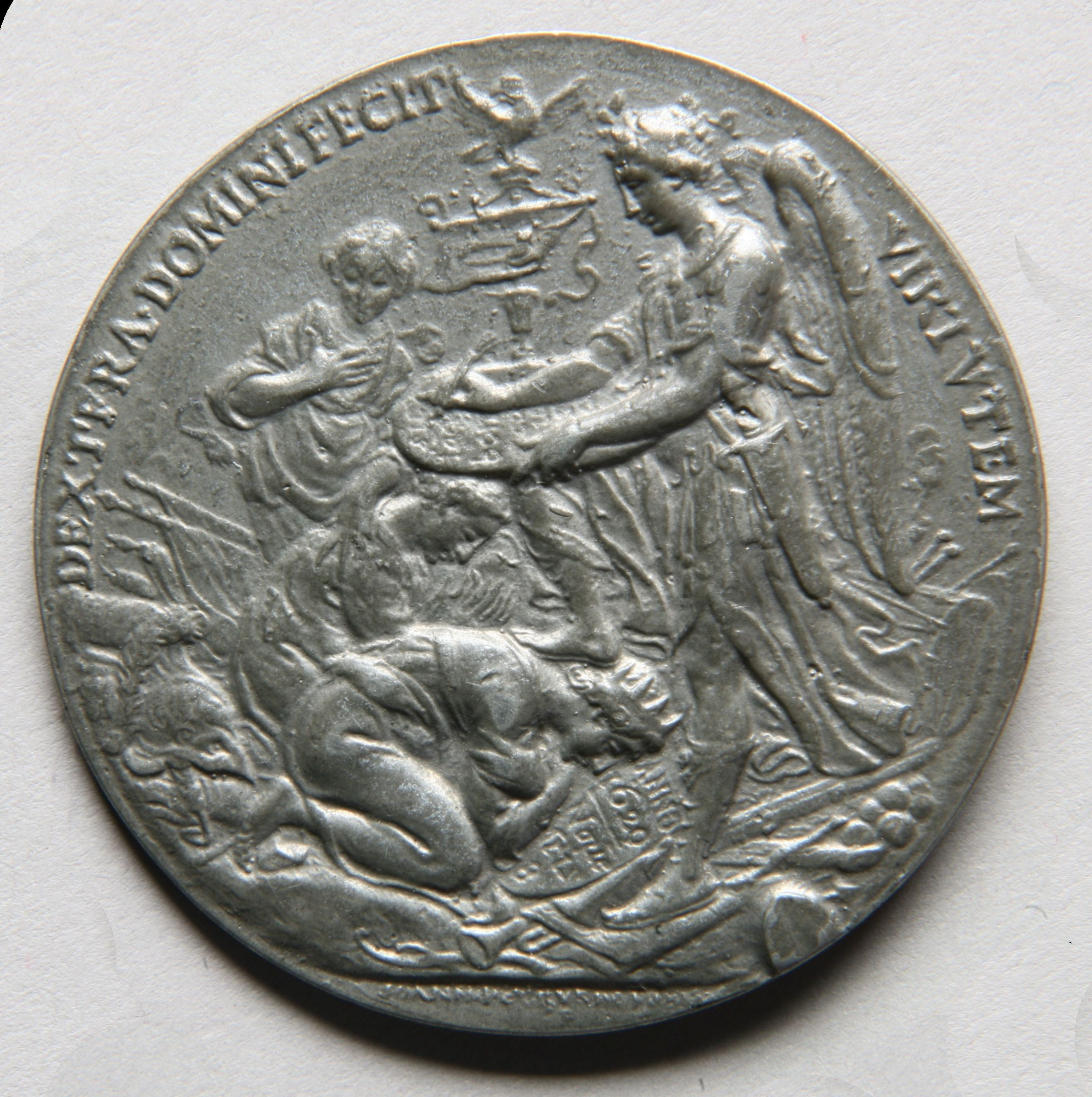
Bělohorská medaile 1622

Roku 1622 vyzval pražský arcibiskup Jan Lohelius veřejným listem ke sbírání příspěvků na vystavění památné kaple na Bílé hoře při hlavní silnici, kudy vedla poutní cesta od pražské Lorety do kláštera v Hájku. Dne 8. listopadu 1624 je známo první procesí z Pražského hradu do kaple na Bílé hoře, kde bylo kázáno česky i německy a děkováno Bohu za vítězství. O rozšíření kultu Panny Marie Vítězné a potažmo potom o zviditelnění bitvy v rámci celého katolického světa se postaral již zmiňovaný karmelitán Dominik à Jesu Maria. Kaple byla v letech 1704 až 1730 nahrazena výstavným poutním kostelem Panny Marie Vítězné.
Dnes je Bílá hora 380 m vysoká vyvýšenina při západním okraji Prahy na hranici souvislé pražské zástavby. Většinu někdejšího bitevního pole pokrývají vily z první poloviny 20. století. Jen vlastní temeno návrší představuje otevřené pole s malou mohylou s pomníčkem z roku 1920 zřízenou péčí Sokolské župy Podbělohorské na paměť třístého výročí bitvy. Původní plány na památník bitvy byly velkolepé. Mnoho let před výročím bitvy vznikaly architektonické návrhy Stanislava Suchardy, Josefa Gočára, Františka Bílka. Kdyby se některý z nich uskutečnil, stál by tam objekt připomínající bitvu národů u Lipska. Žádný z těchto projektů se nerealizoval jednak z finančních důvodů, jednak dva roky před výročím vzniklo samostatné Československo a vymezovat se proti rakouské monarchii již nedávalo smysl. V rodném domě Františka Bílka v Chýnově je model Bílkova návrhu Národního pomníku pro Bílou horu z roku 1908, kdy na něj Sokolská župa podbělohorská vypsala soutěž. Bílkův návrh představuje sousoší se zástupem chmurných postav „na obětním stole dějin s posvátným oltářem“. Sokolové ještě stihli před válkou koupit pozemek, ale po ní dostaly přednost monumenty „oslavující české národní vzedmutí“. Proto Sokolové postavili na Bílé hoře jen skromnou mohylu. Ve vilové části sousední čtvrti Břevnov je na památku bitvy jedna z místních ulic pojmenována jako ulice Osmého listopadu.
V roce 2017 začala pracovat Ekumenická komise pro české církevní dějiny 17. století, která usiluje o pravdivý pohled na církevní dějiny a odstranění předsudků. Vydala Pracovní list ohledně Bílé hory.
Od roku 2014 probíhají na Bílé hoře pravidelně k výročnímu dni bitvy ekumenické nešpory, které organizují řeholní sestry benediktinky, obývající klášter na Bílé hoře. 
8. listopadu 2020, v den 400. výročí bitvy, se na Bílé hoře konaly ekumenické nešpory (modlitba s účastí křesťanů různých denominací), které vedl předseda České biskupské konference Jan Graubner a předseda Ekumenické rady církví Daniel Ženatý, synodní senior Českobratrské církve evangelické. Po modlitbě byl v Aleji exulantů odhalen kříž smíření. Kříž vytvořil německý benediktin a umělecký kovář P. Abraham Fischer. Kříž se skládá ze tří vrstev. Spodní dvě vrstvy, rezavé kříže z oceli, značí válku, dvě znesvářené strany. Vrchní modrý kříž z titanu značí cestu míru. Jedno rameno kříže ukazuje k letohrádku Hvězda, druhé míří k poutnímu místu Panny Marie Vítězné, kde se řeholní sestry benediktinky modlí za smíření. Třetí rameno ukazuje směrem k mohyle na bělohorské pláni.